# Ван дер Амен, Хуан
Хуан ван дер Амен и (Гомес де) Леон (исп. Juan van der Hamen y (Gómez de) León, крещён 8 апреля 1596, Мадрид — 28 марта 1631) — испанский художник, мастер натюрморта.

## Жизнь и творчество
Хуан ван дер Гомес был сыном фламандского придворного при испанском королевском дворе, приехавшем из Брюсселя до 1586 года, Йехана ван дер Амена (Гамена), и его супруги, полуфламандки Доротеи Витман Гомес де Леон, из благородной толедской семьи. Хуан и оба его брата, Педро и Лоренцо, позднее приняли фамилию их предков по матери — Гомес де Леон. Отец художника приехал в Мадрид, ко двору короля Филиппа II, как офицер стрелковых частей; здесь он женился и у него родились дети. По сведениям из источников XVIII века, он также был художником.
Хуан ван дер Амен, при поддержке своего отца, работает сперва без оплаты художником при испанском дворе. Его возвышение происходит 10 сентября 1619 года, когда для королевского дворца Эль-Пардо, севернее Мадрида, приобретаются его натюрморты.
Художник рисует в различных жанрах — натюрморты, картины религиозного и исторического содержания, аллегории, портреты, пейзажи, создаёт шедевры жанровой живописи. Он работает при дворах королей Филиппа III и Филиппа IV, являясь в 1620-е годы популяризатором в Мадриде такого художественного явления как, натюрморт. Особенно многочисленны его изображения «мёртвой природы», относящиеся к 1622 году.
Кроме замечательных натюрмортов, кисти Х. ван дер Амена принадлежат великолепные портреты его знаменитых современников. Он пишет с короля Филиппа IV, а также таких деятелей испанской литературы, как Лопе де Вега, Франциско де Кеведо, Луис де Гонгора, Хуан Руис де Аларкон и др. Всего им было создано в этой серии двадцать портретов. К ней также принадлежит и портрет старшего брата художника, Лоренцо ван дер Амена. Эти работы, написанные приблизительно в 1623 году и находящиеся ныне в мадридском музее Прадо, в течение длительного времени приписывались кисти Диего Веласкеса.
В 1626 году ван дер Амен пишет портрет кардинала Франческо Барберини. Он создаёт также ряд произведений религиозной тематики для церквей и монастырей Мадрида и Толедо, пишет алтарную картину для мадридского монастыря Босоногих. Одним из лучших его произведений религиозного жанра являются картины, созданные в натуралистическом стиле в 1625 году для монастыря Вознесения. Хуан ван дер Амен является пионером в изображении полей с цветами в испанском натюрморте.

## Галерея
- Натюрморт с фруктами, 1626, Музей изящных искусств (Хьюстон)
- Натюрморт с артишоками, инжиром, вишней, персиками и яблоками, 1629
- Натюрморт с цветами, артишоками, вишнями и стеклянной посудой, 1627, Прадо
- Натюрморт с вишнями и сливами на серебряном блюде, 1627, Прадо
- Подношение Флоре, Прадо
- Натюрморт со сладостями, 1622, Прадо
- Портрет придворного карлика[2], Прадо
- Торговка рыбой
- Портрет женщины-конкистадора Каталины Эрасо
- Натюрморт с цветами в вазе, блюдом со сладостями, и маленькой, но толстенькой собакой, ок. 1625, Прадо